# Natalia Rozmuszcz
Natalia Rozmuszcz (ur. 27 listopada 1934 w Łopatnie) – polska nauczycielka, poseł na Sejm PRL VI kadencji.

## Życiorys
Po ukończeniu liceum pedagogicznego w 1955 została zatrudniona jako nauczycielka w Szkole Podstawowej w Turzy. Rok później została przeniesiona na stanowisko kierowniczki Szkoły Podstawowej w Kocurach. W 1960 została radną Gromadzkiej Rady Narodowej w Szemrowicach i działaczką Zjednoczonego Stronnictwa Ludowego, w którym była sekretarzem komitetu gromadzkiego. W 1972 uzyskała mandat posła na Sejm PRL w okręgu Bytom. Zasiadała w Komisji Oświaty i Wychowania.